# 城門河

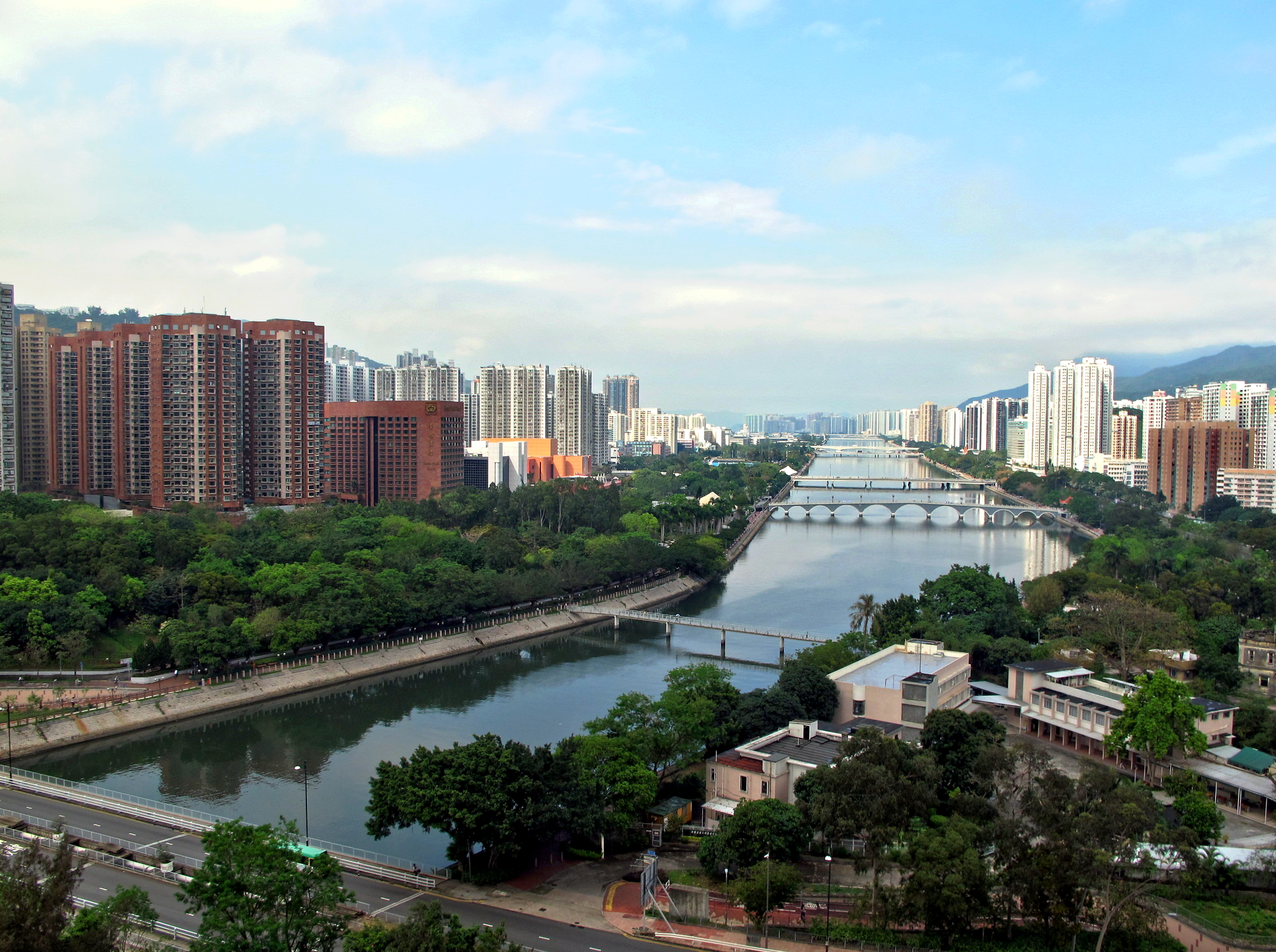
城門河

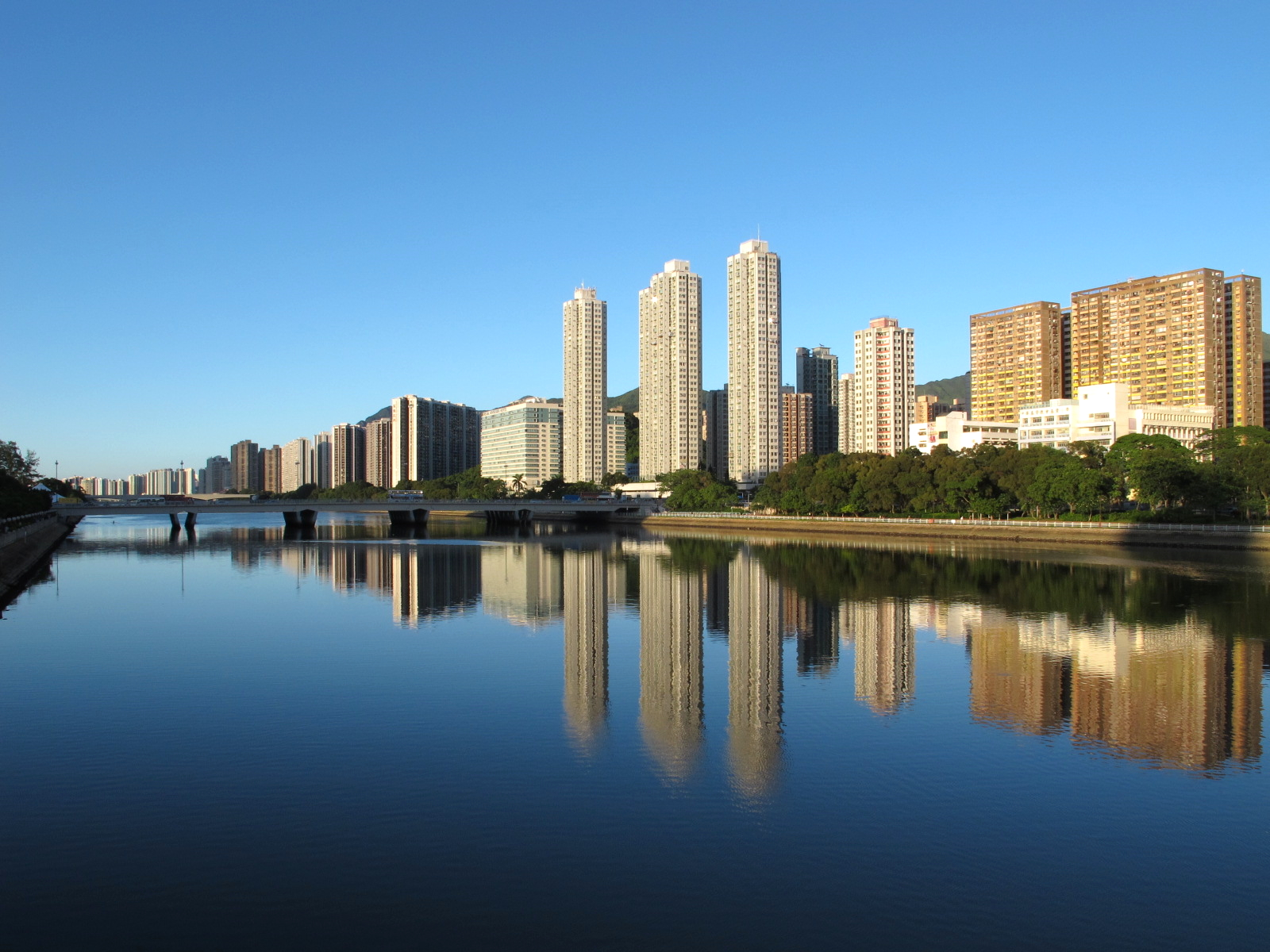
黃昏下的城門河

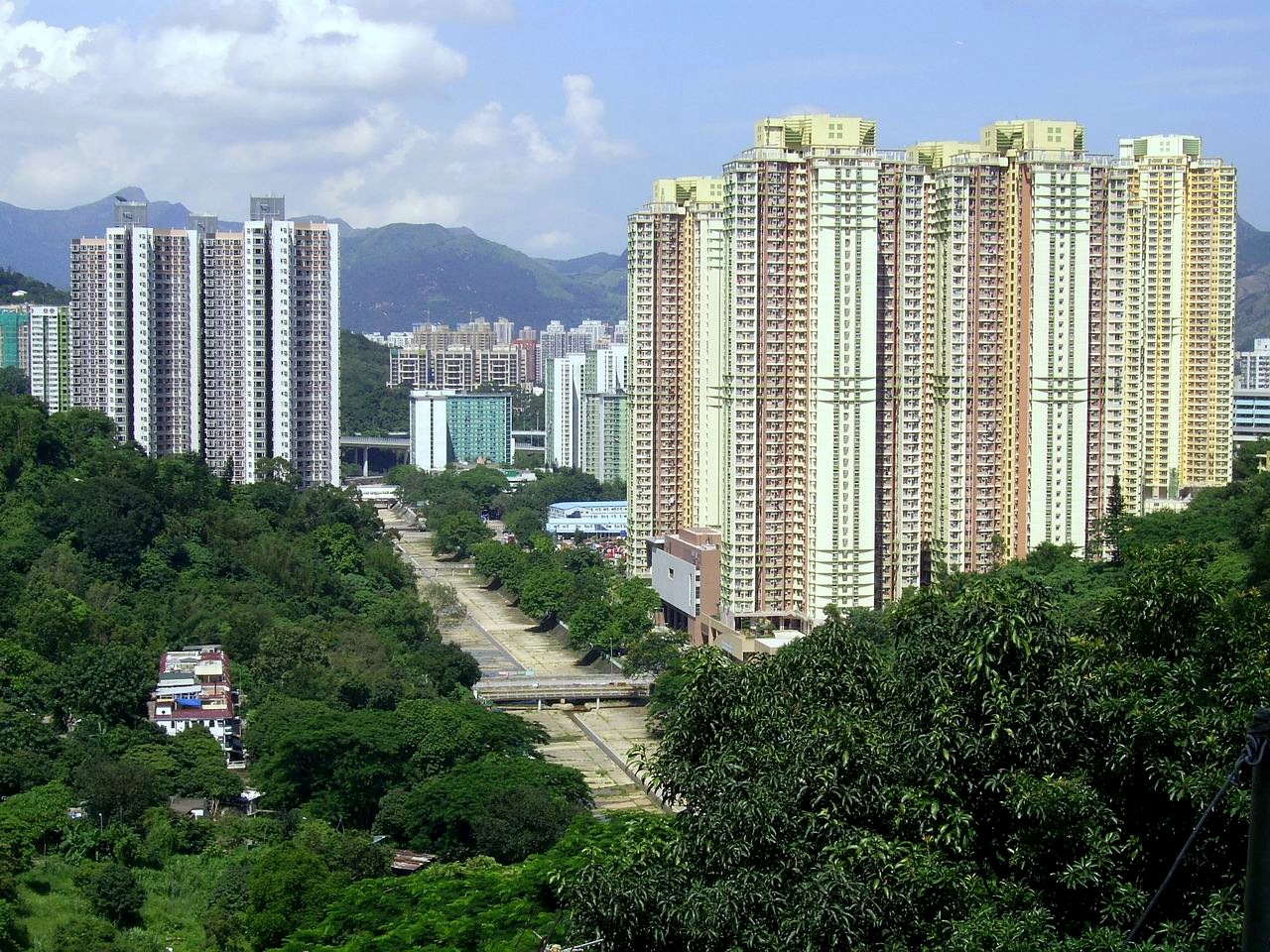
現時的城門河上游

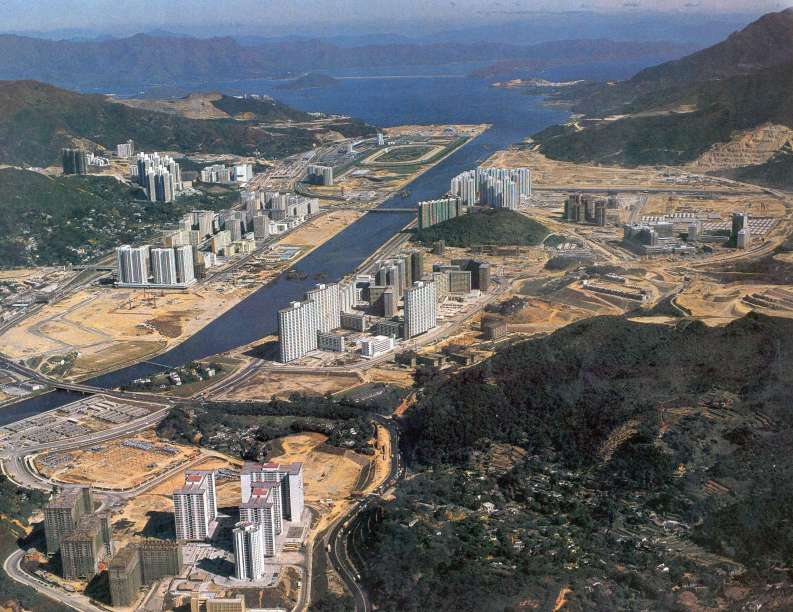
攝於1982年的城門河

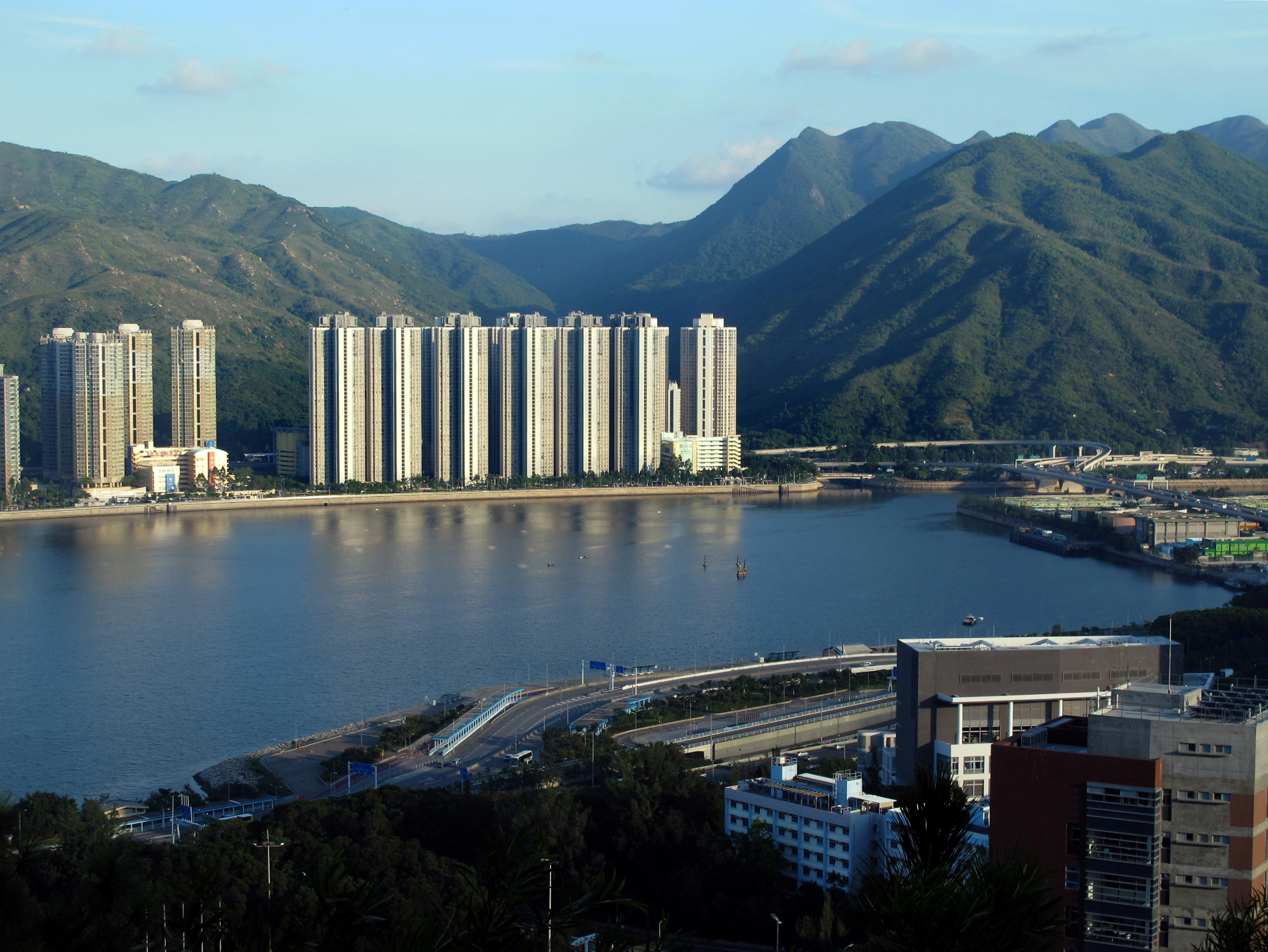
沙田海出口

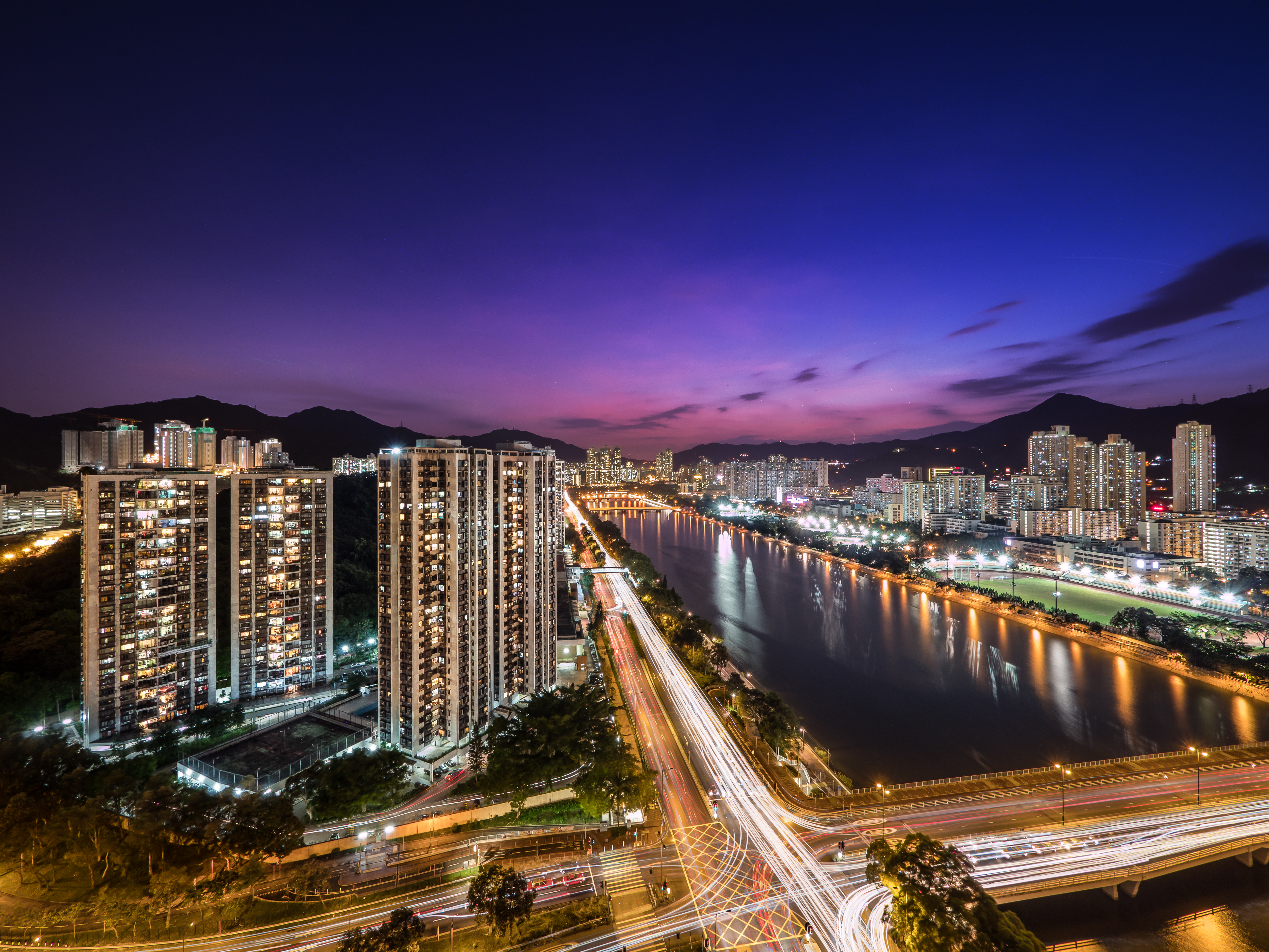
傍晚的城門河

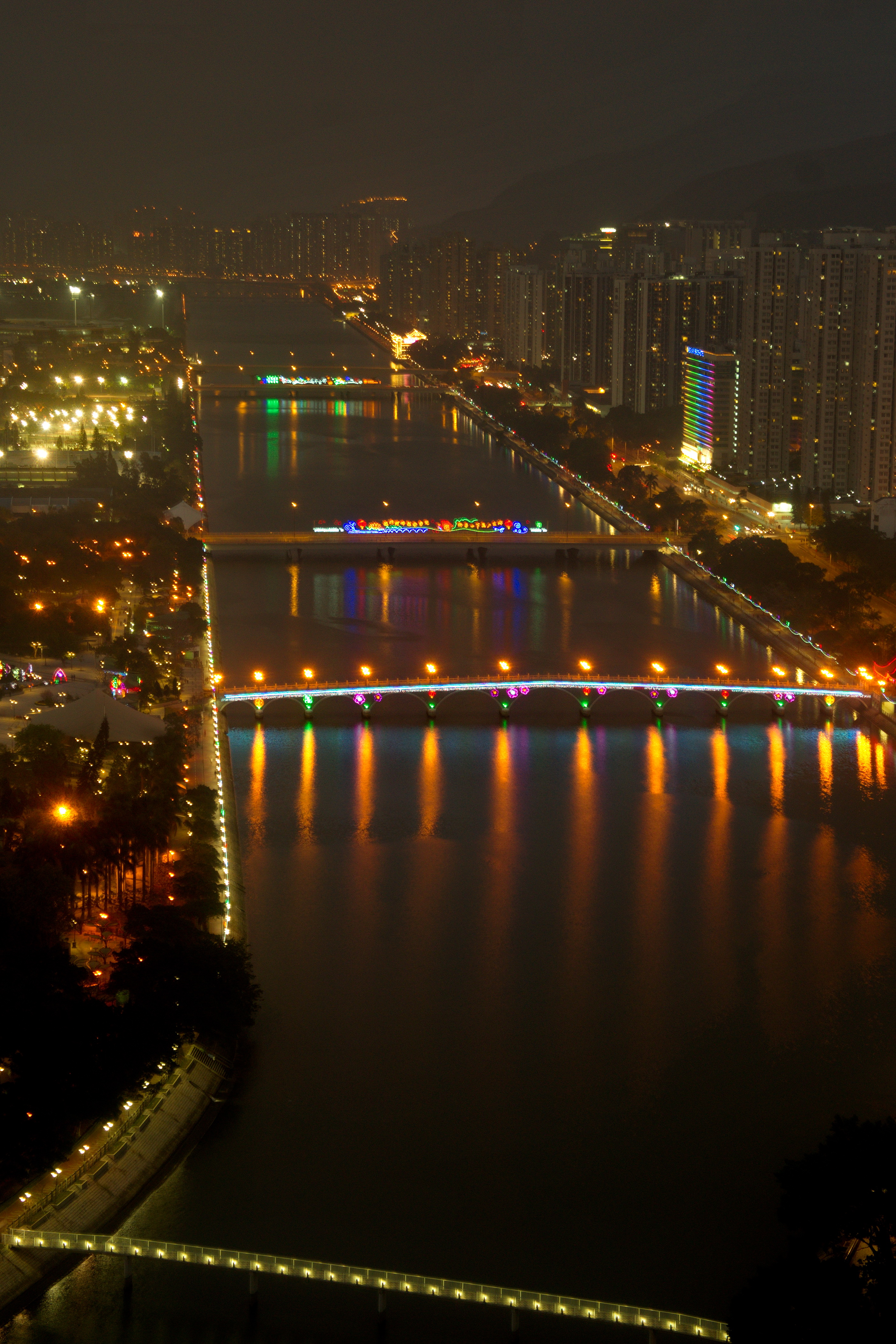
夜幕下的城門河

城門河又稱城門河道（Shing Mun River Channel），是香港發源地最高的河流，是一條幹流發源於大帽山山頂以南海拔約930米的地方。 此河的下游是香港新界沙田區的一條人工河道，因為填海造地將大部分沙田海填平而形成。城門河兩旁建有不少多層住宅大廈，亦有一些商業及工業大廈，又有多條橋樑橫跨城門河，方便居民往來兩岸。

## 概要
城門河的上游及中游分別築有上城門水塘及下城門水塘。以前，大圍以東是沙田海，城門河的河水也流入沙田海，其天然河道的出海口亦位於大圍，故此沙田到火炭一帶原本並沒有城門河河道，但因為1960年代及1970年代的沙田填海造地工程，將沙田海的大部分填平，只保留接近直線的人工水道供城門河河水在馬料水流入吐露港，當時的主要目的是作為排洪之用，才會形成大圍至馬料水的人工河道。自1930年代起修築上城門水塘開始的各項水利工程，已將城門河的原始面貌徹底改變，現在的城門河幾乎都是人工河道。由於河道範圍的大幅改變，原本是城門河天然河道下游及出海口的大圍，現在大部分人卻會認為大圍是城門河的上游，並認為火炭至馬料水是下游。在填海時修築城門河人工河道的原意，除了可供水塘排水之外，也可把區內過多的雨水可排到大海，減少區內水浸的機會，排水範圍有37平方公里，在沙田區未有完善排污系統前，當時區內的污水曾經使用這段人工河道排到吐露港，所以河水一度污染嚴重，到後來經過整治才有明顯改善。城門河的人工河道也為區內居民提供一處進行康樂活動，包括騎自行車、緩步跑、划艇及龍舟競渡的地點。

## 歷史
城門河的上游原為城門峽谷，在未修建城門水塘前，金山、孖指徑、針山的天然山水、溪流，沿著山勢流入峽谷，匯聚成河，並流到近河口的沖積泥地，再注入沙田海。昔日城門河的出海口約在今日大圍附近，而早年的沙田海又稱潮水灣，是一個形似喇叭的狹長形海灣，連接吐露港，當潮漲時，海水便會湧入沙田海。大圍過往是位於城門河河口的低窪泥地，時常因為大雨或潮水而發生水浸。
港府於1937年建成上城門水塘，水塘有多條引水道將大帽山、針山及鉛礦坳等地方的山水引到水塘。每當城門水塘滿溢，水塘內的儲水會排進城門河，再流出沙田海。由於香港人口在1940年代末期起大幅增加，水源極為緊張，為配合龐大的船灣淡水湖工程，港府於1960年代加建下城門水塘，除了可調節輸水往沙田濾水廠的流量，也可在上城門水塘滿溢時，把溢出的儲水經由城門峽流到下城門水塘收集，減少過往經城門河流入沙田海造成的淡水浪費。在下城門水塘建成後，城門河的天然河道不但大幅縮短，流量也進一步減少，已幾近消失。早年的城門河盡頭是在現今獅子橋的附近，河口爲兩面環山的沙田海。當時，九廣鐵路英段路軌以東已經是海岸，而火炭、小瀝源爲沿海的小村落，圓洲角更是在沙田海中間的一個小島。及後因為沙田海經過多次的填海工程，大部分的沙田海被填平，只留下一條伸展至大水坑的水道，形成現時近乎筆直的城門河人工河道。自從下城門水塘建成後，因為缺乏淡水流入城門河，所以大圍一帶的城門河河道幾近乾涸狀態，至於沙田至大水坑的河道，因為有吐露港的海水流入，所以這部分的河水並非淡水，而是和昔日的沙田海一樣是海水。

### 發展新市鎮
1970年代政府發展沙田新市鎮，於沙田海兩岸進行填海工程，餘下200米闊的水域為城門河延長部分。原有河口由獅子橋開始，向東北方延伸4公里，於大水坑與梅大石澗合流出海。
其他昔日流向沙田海的小河，亦因填海工程而變成流入城門河的支流，當中火炭渠及小瀝源渠更成為城門河主要支流。另一支流大圍渠於1970年代末被覆蓋成暗渠，更在1980年代初在上方築成道路車公廟路。
沙田海大部分水域變成今日沙田新市鎮的一部分，並沿著城門河兩岸發展。昔日位於沙田海中央的小島圓洲，早在新市鎮發展前就已被修築堤圍與陸地連接，並改稱為圓洲角。後期附近的海灣和漁塘被填平，圓洲角則變成東岸陸地的山丘。而沙田海範圍則縮小至馬料水與馬鞍山之間的水域。

### 河道項目
2003年，民建聯建議由香港賽馬會及地產商合作興建多項設施以提高城門河的吸引力，包括興建接駁賽馬會及馬鞍山鐵路石門站的購物橋，及在沙田公園附近的城門河上興建人工島，作為購物及飲食地區等，惟建議尚未落實。
在2008年夏季奧林匹克運動會香港區火炬接力中，第64位火炬手施幸余乘坐龍舟在城門河上傳遞奧運火炬長達60分鐘。此種傳遞奧運火炬的方法是奧運史上首次，亦是香港區火炬接力歷時最長的一棒。
2013年2月1日，沙田區議會就香港政府撥款的社區重點項目計劃舉行特別會議，初步決定參考中國大陸清溪河及韓國清溪川等的發展模式，將撥款作為美化城門河兩岸，發展景點及河上觀光等項目，以及鋪平城門河大圍段一帶不平路段，為以後興建地區設施作好準備。但最後只在大圍明渠一小部分建興建5人足球場及看台，落實在沙田運動場對出一段行人路興建伸延平台，在瀝源橋、沙燕橋及翠榕橋上安裝LED燈飾，此舉比較以往在不同節日安裝燈泡後又拆走更加符合環境保護要求；另外在鄰近香港文化博物館及沙田公園的兩條行人橋的欄杆亦會被更換，與照明系統融為一體。不過地區人士認為五人足球場旁的大圍遊樂場屬「住宅（甲）」類用途，質疑在球場建成後將會改建為「插針樓」。而且天橋安裝燈飾不切實際。

### 河道部份及明渠

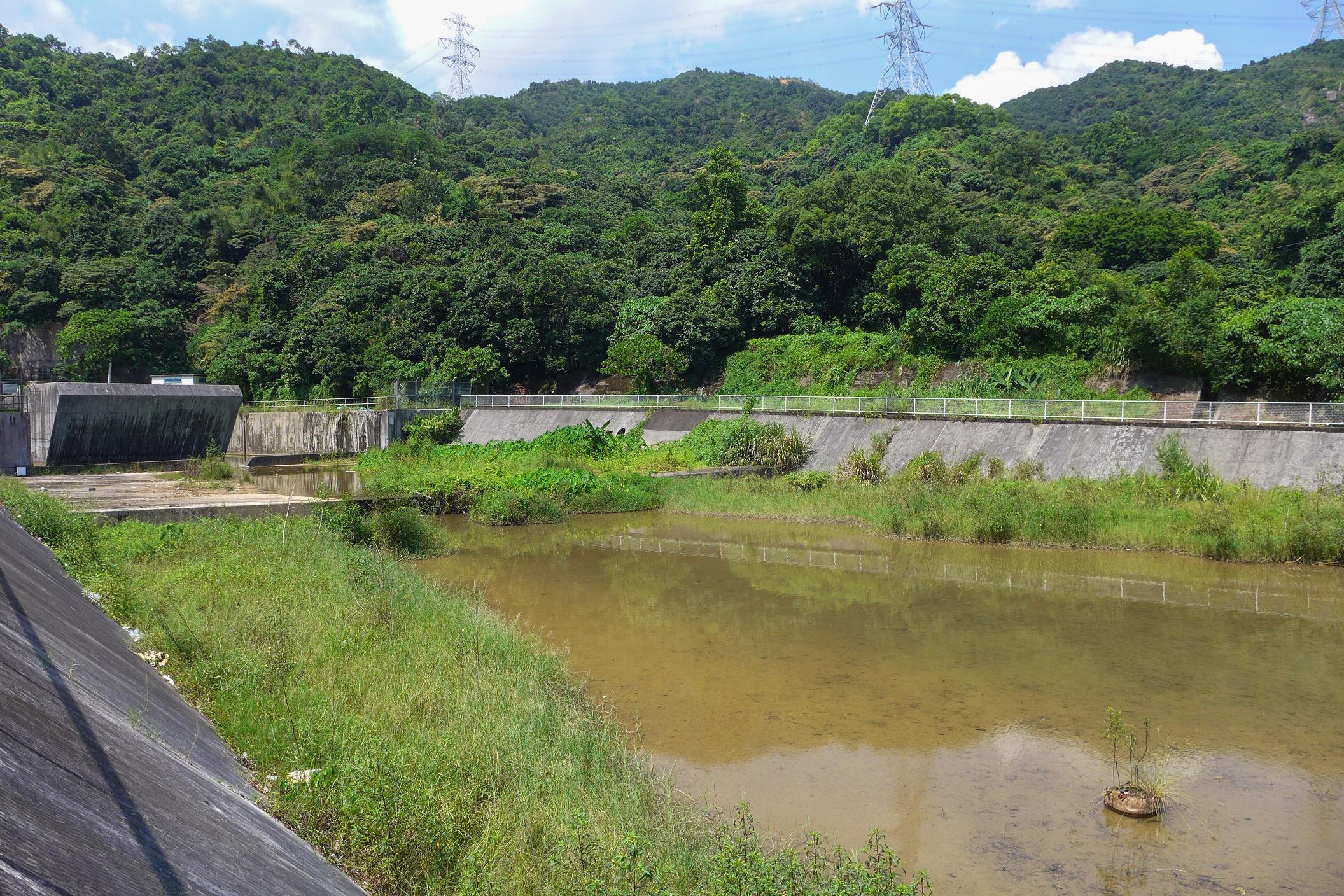
人工河道起點
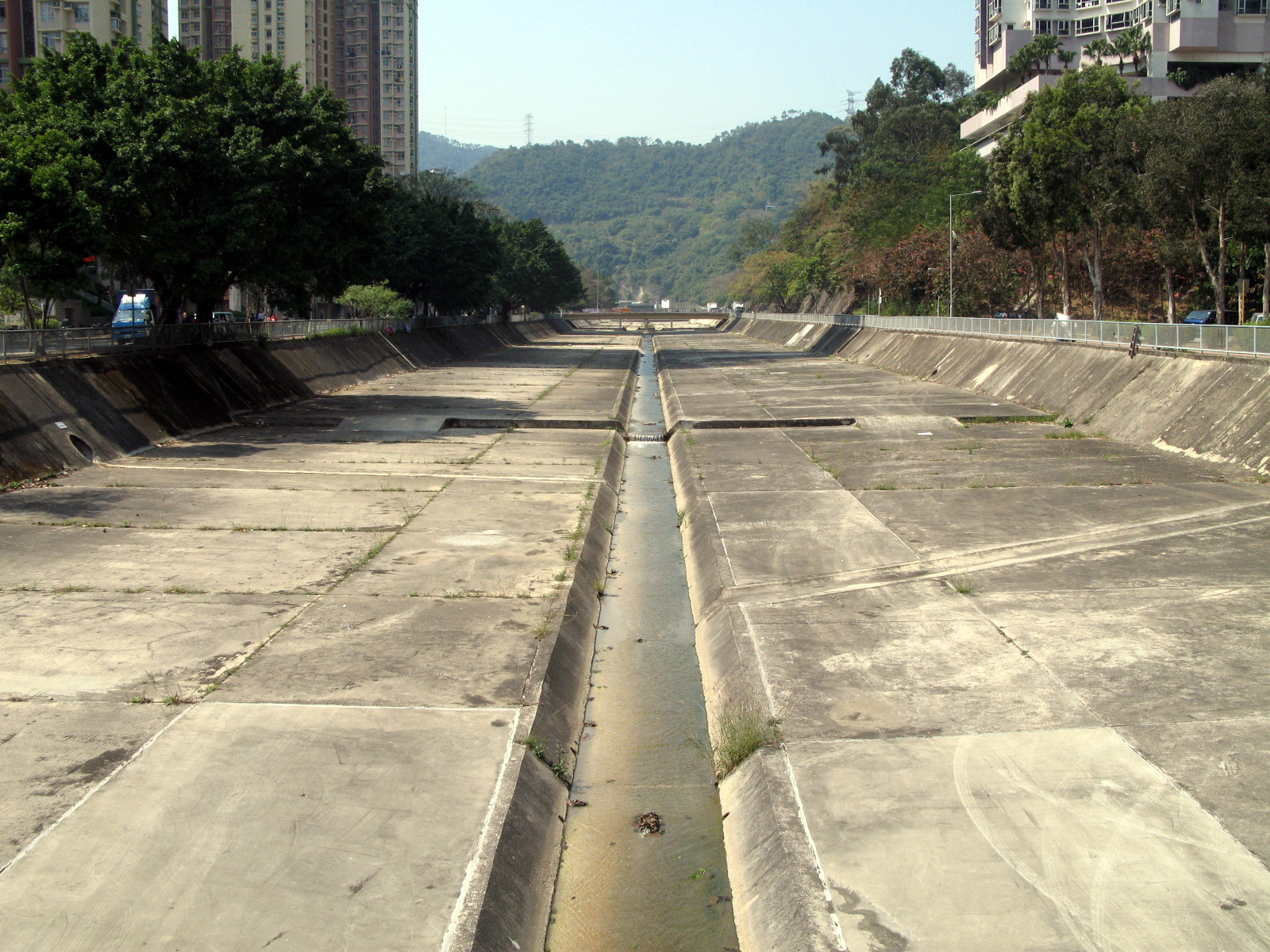
上游近香粉寮
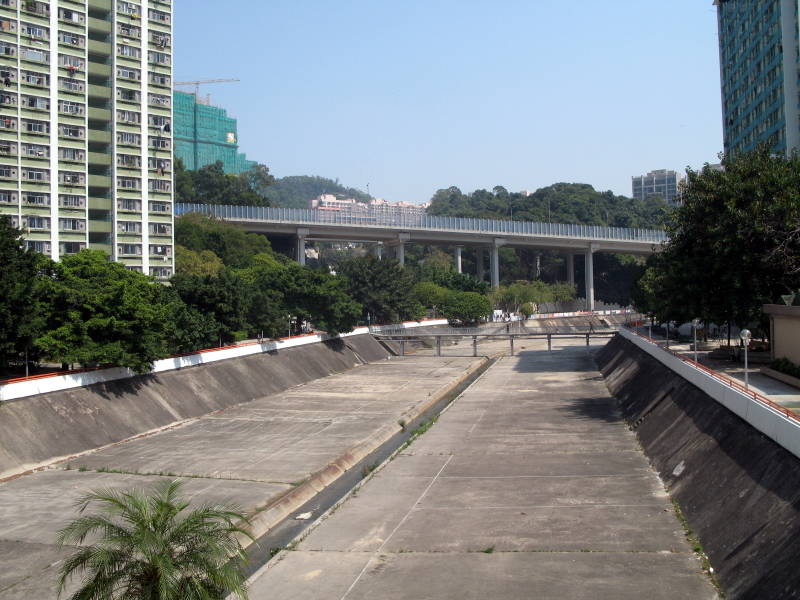
上游近美林邨
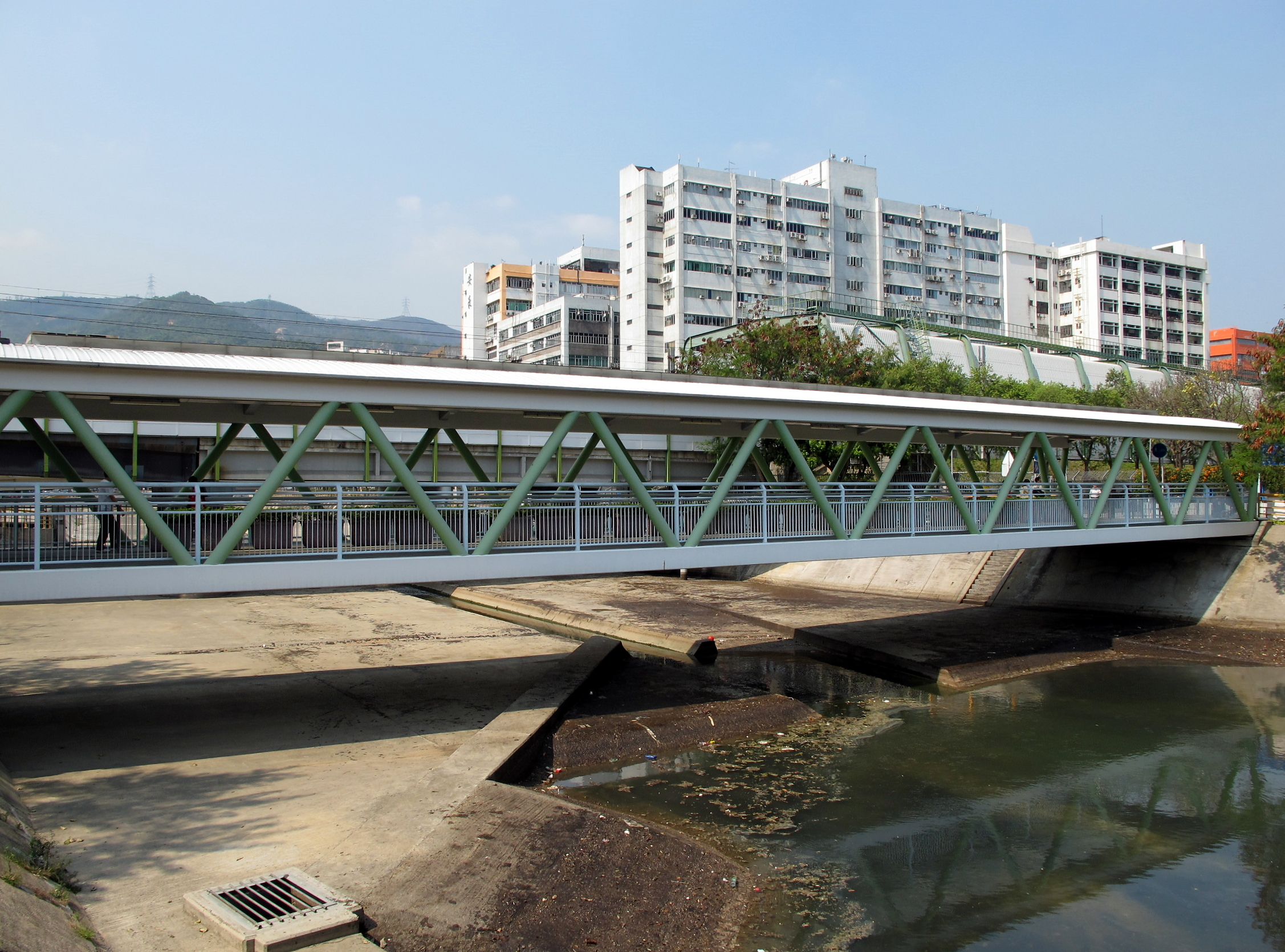
中游近文禮閣開始擴闊

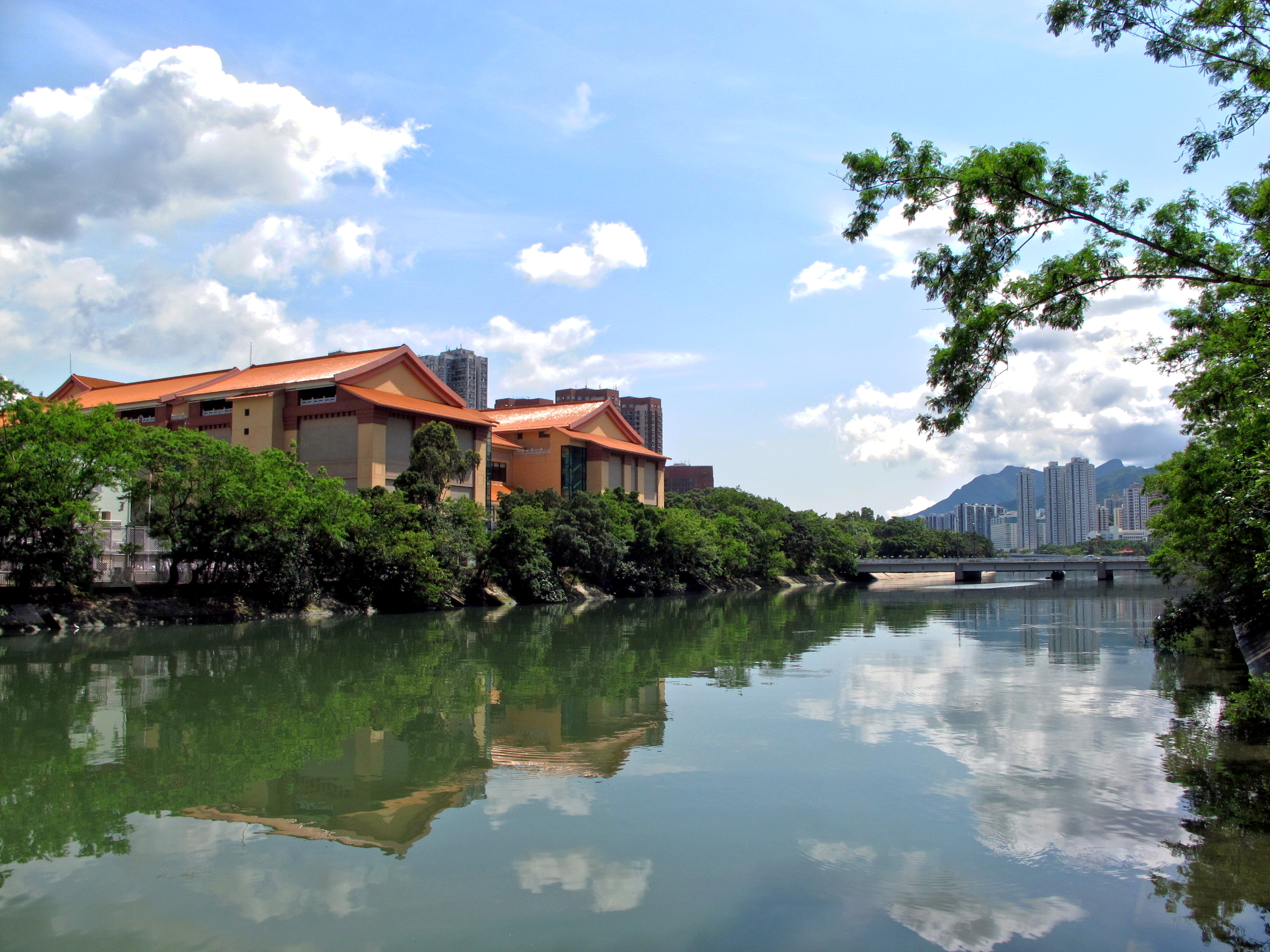
中游近文化博物館
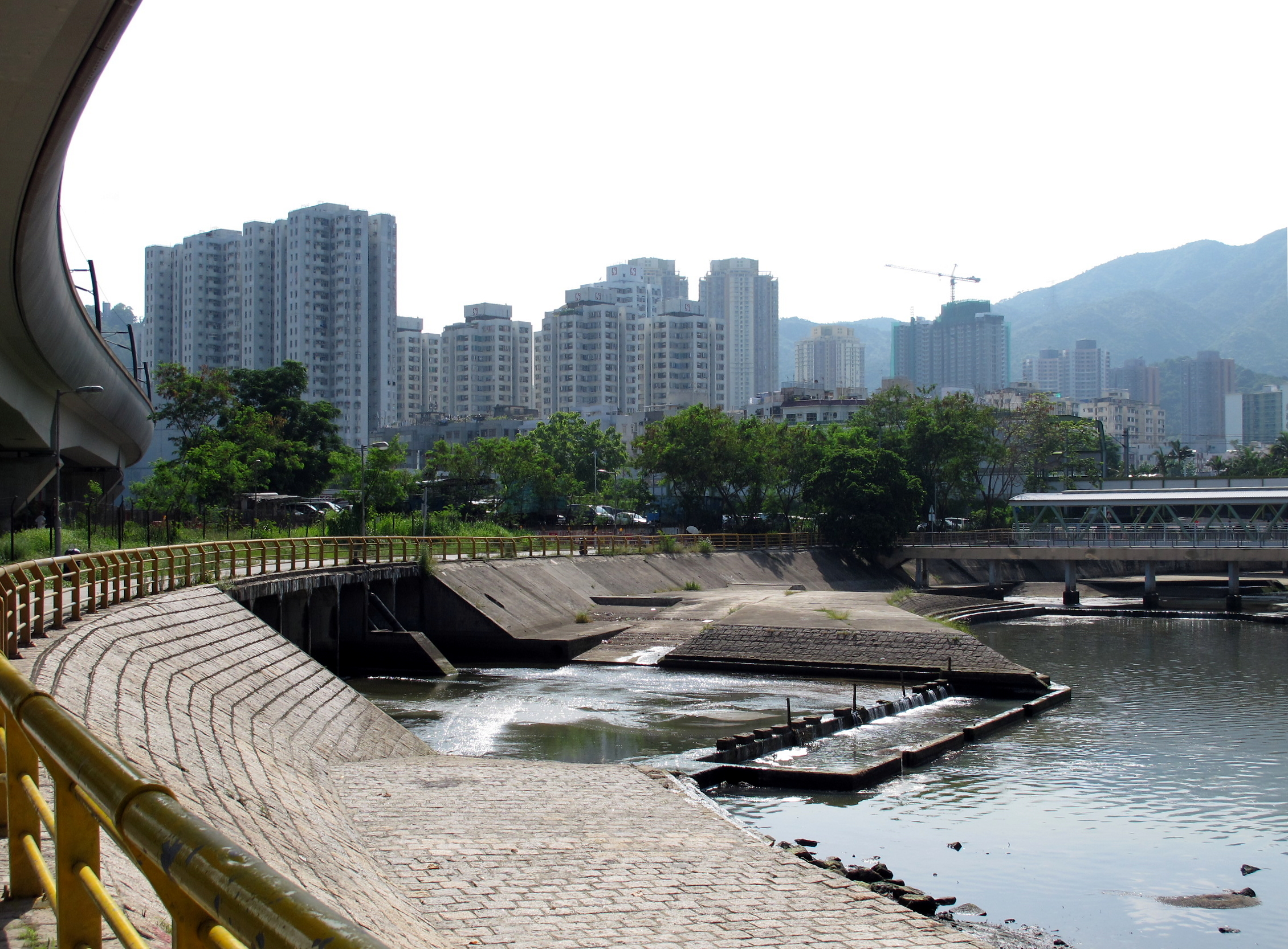
大圍渠
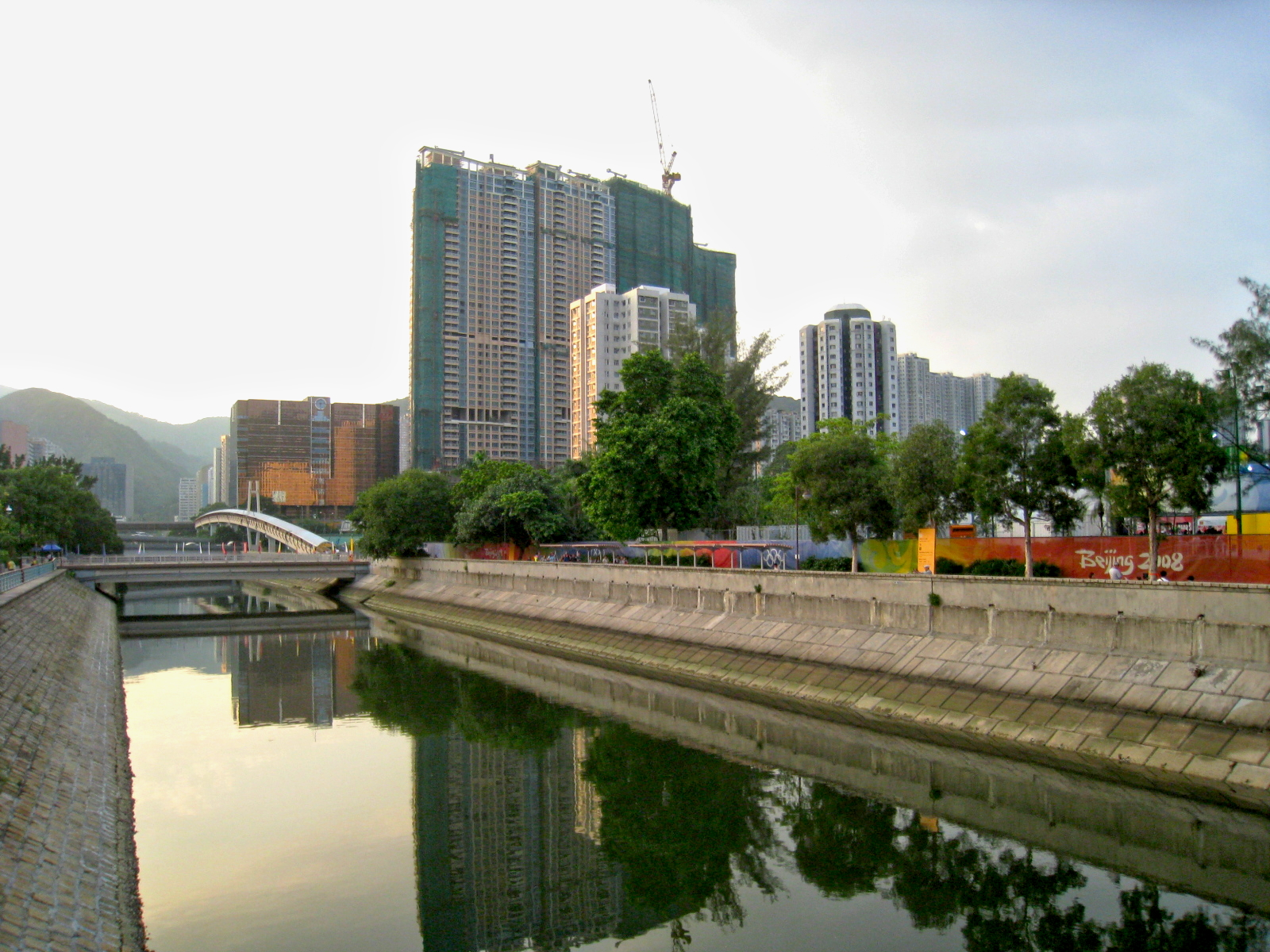
火炭渠
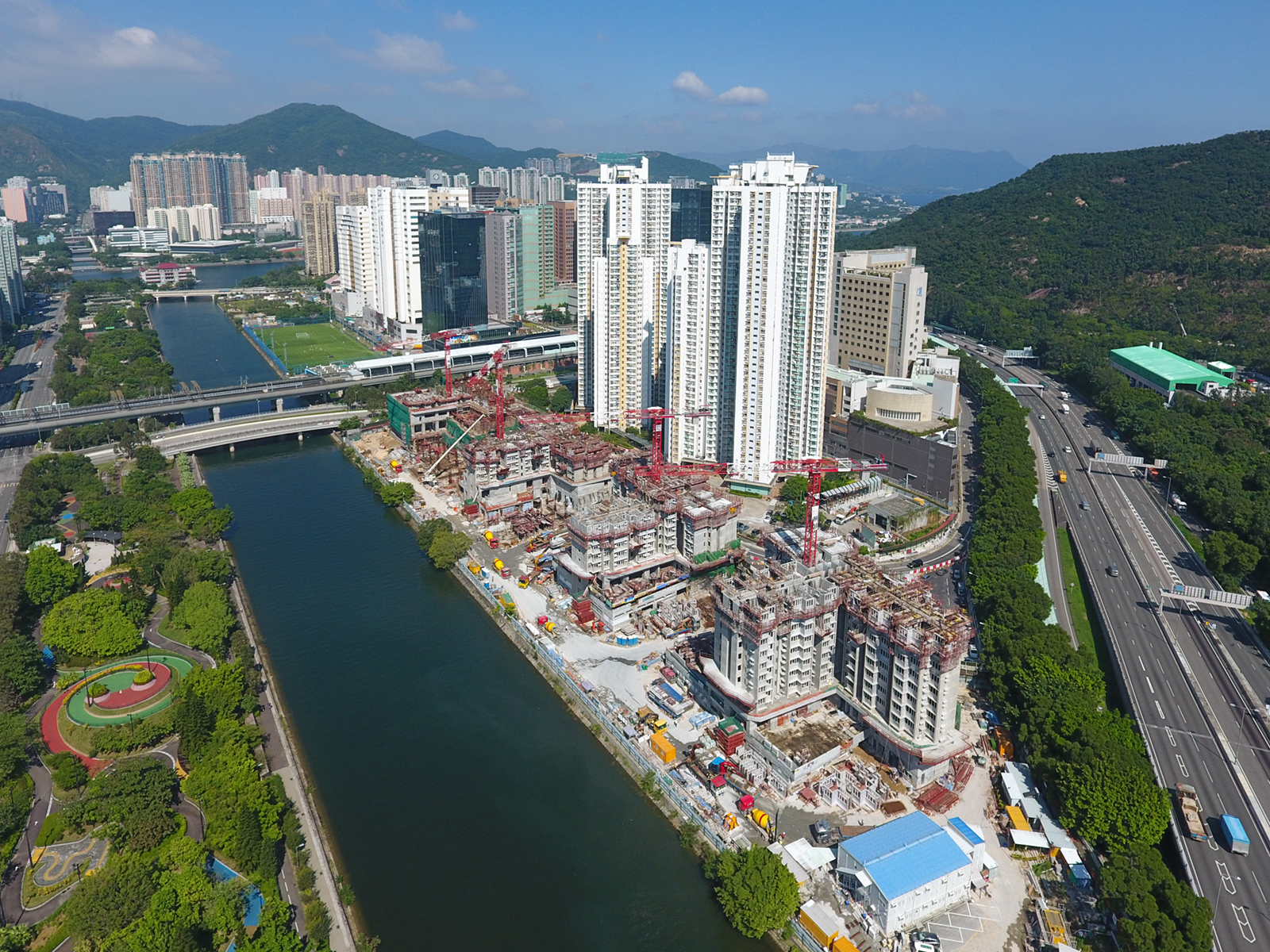
小瀝源渠

## 污染問題
1980年代，城門河曾經受到鄰近工業區及住宅等排出的污水所污染，河水完全不適合任何生物生存。香港政府於1988年開始實施多項措施，以改善城門河的水質，包括禁止任何廢水排放到城門河，禁止沙田區居民飼養禽畜，亦把區內所有鄉村的污水，排放到沙田污水處理廠進行處理。政府亦把沙田濾水廠的明礬淤泥收集，加以處理，及把經污水處理廠處理的污水排放到維多利亞港。近年，政府亦在文禮閣附近興建了一條約250米長的人工河堤，及挖掘由香港體育學院至文禮閣的一段城門河河床，以減輕該處的污染及異味情況。城門河發出臭味，是因為河道在過去被有機物（禽畜廢物、住宅污水）污染，污染物沉積在河床上並分解，造成水中氧氣減少。雖然城門河近年的污染問題已大為改善，但原生河床底泥中的微生物，在缺氧情況下分解有機物質，會釋放出惡臭的硫化物，這就是臭味的來源。
這些措施成效顯著，城門河的水質逐漸得到改善。自1993年開始，水質指標由普通轉為良好，河裡亦開始發現魚類及無脊椎動物。1987年城門河的有機污染物生化需氧量約每天9,000公斤，1997年底，城門河的污水排放量減少接近90%，生化需氧量已降至大約每天1,050公斤。
2015年3月，曾發現一神秘生物。有目擊者認為是鱷魚、也有認為是俗稱為五爪金龍的圆鼻巨蜥。

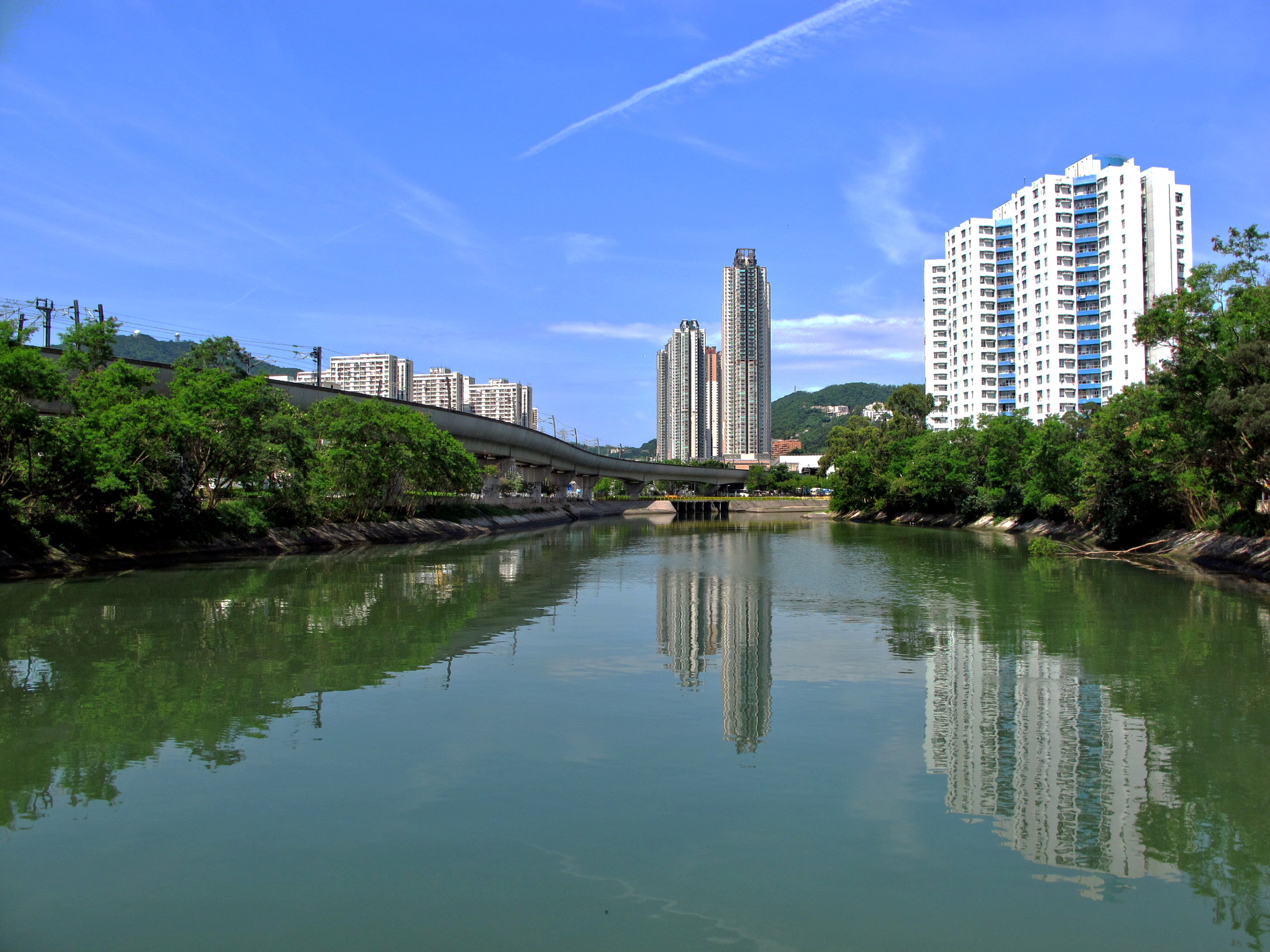
近文禮閣的人工河堤
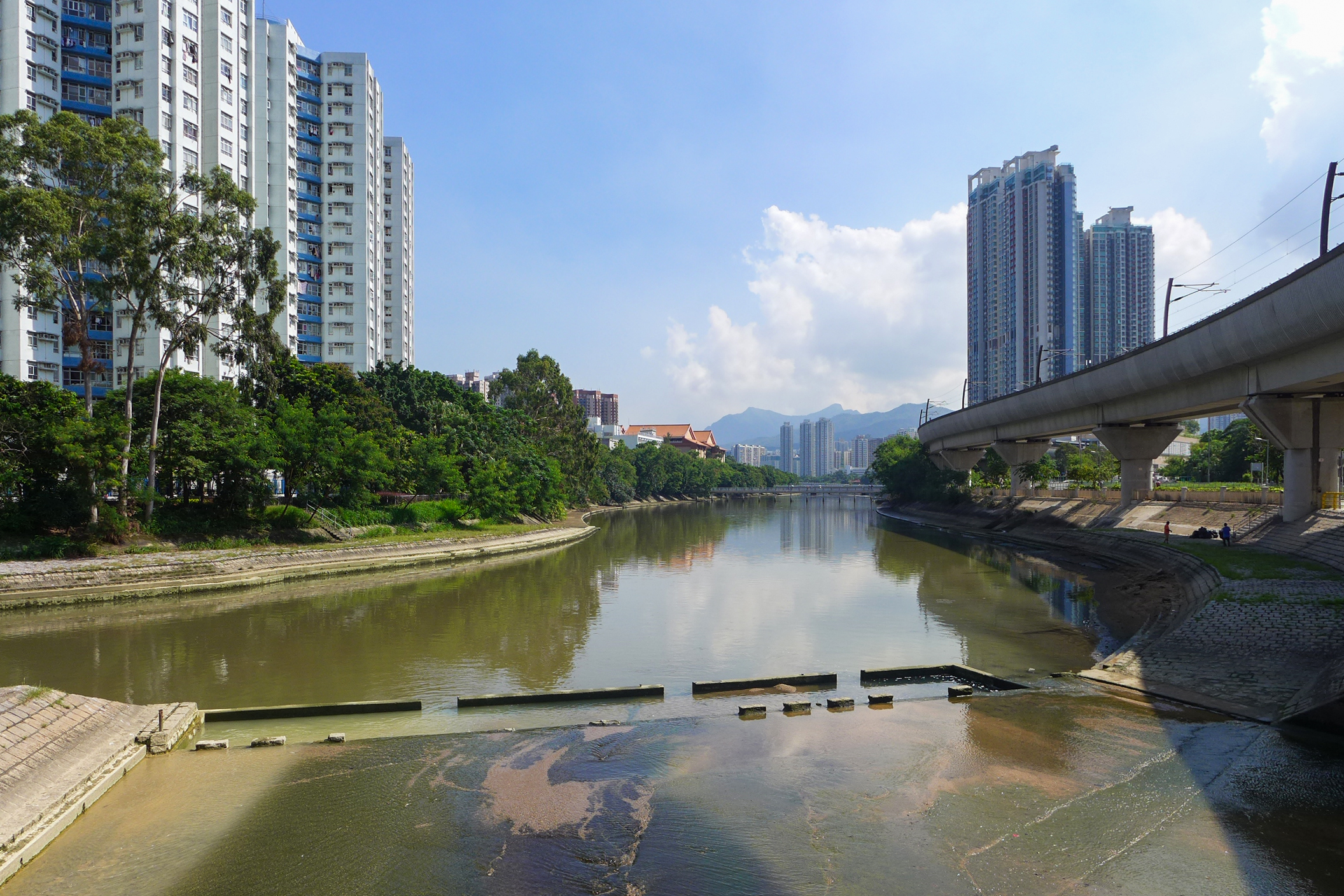
雨水渠流入城門河
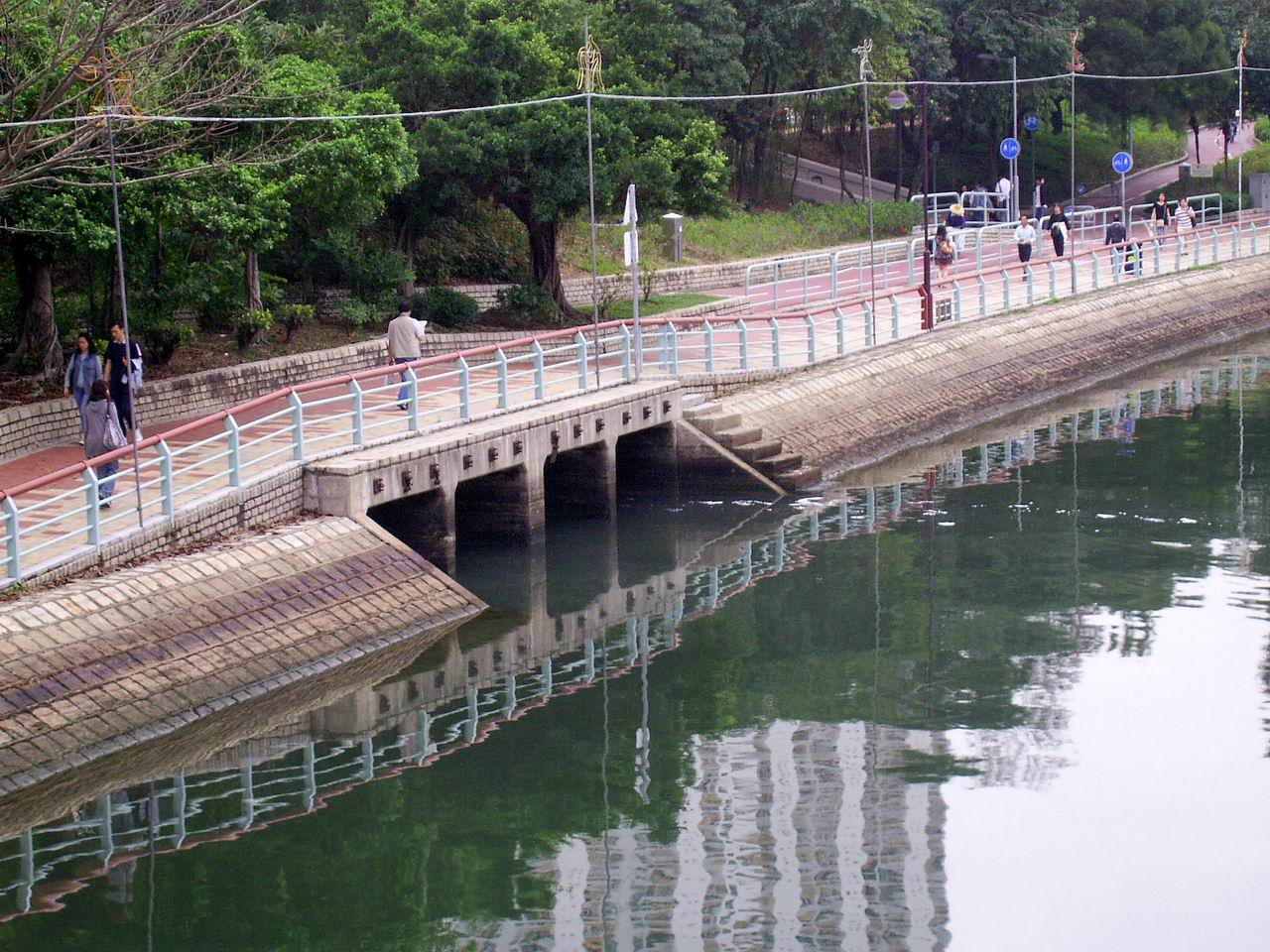
近沙角邨的雨水渠仍可見生活污水排入城門河

## 人工河道

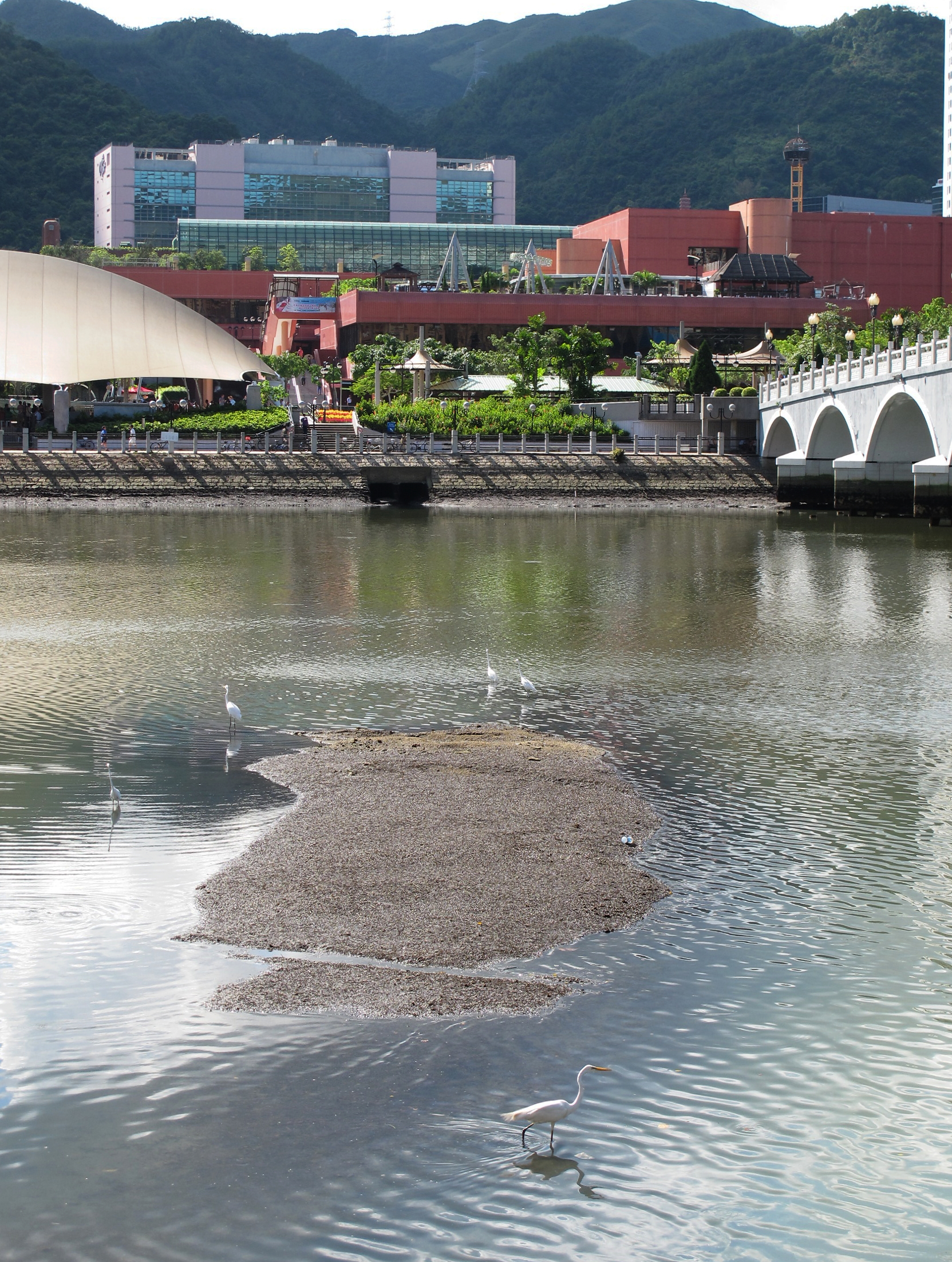
城門河的鳥類

人工河道包括挖掘河床及河堤，改變河道的闊度、形狀、結構及位置，在河堤和河床表面蓋上混凝土，目的是防洪、加快河水排放及方便維修河道等。人工河道會破壞河流為生物提供的棲息地，同時減低河床及河堤的生物多樣性。石礫或泥沼等天然河床被蓋上混凝土，加上河道被拉直後，令原來河流中應有的急流淺槽和水流慢的深槽消失，水流變得統一，最後使河流變得不再適合生物居住。
擴闊河道可能要清理河道兩旁的樹木，使河堤樹蔭消失，破壞鳥類和哺乳類動物的棲息地，也使魚類及河流生物失去天然遮蓋。混凝土河道散熱和吸熱都較天然河床快，河流的溫度因此變得不穩定和出現較大的溫差，使河流生物難以適應。
河道維修工程一般包括清理河岸和河床的工作，河床的沈澱物和植物會被挖走，生物的棲息地經常受到破壞，令生態系統難以復甦。河道整治工程施工期間，產生大量污染物影響水質，增加河流的懸浮物和沉積物。這些沉積物夾雜在礫石之中，魚卵及很多無脊椎動物便會因缺氧而死亡，對生態系統造成深遠的影響。

## 康樂活動

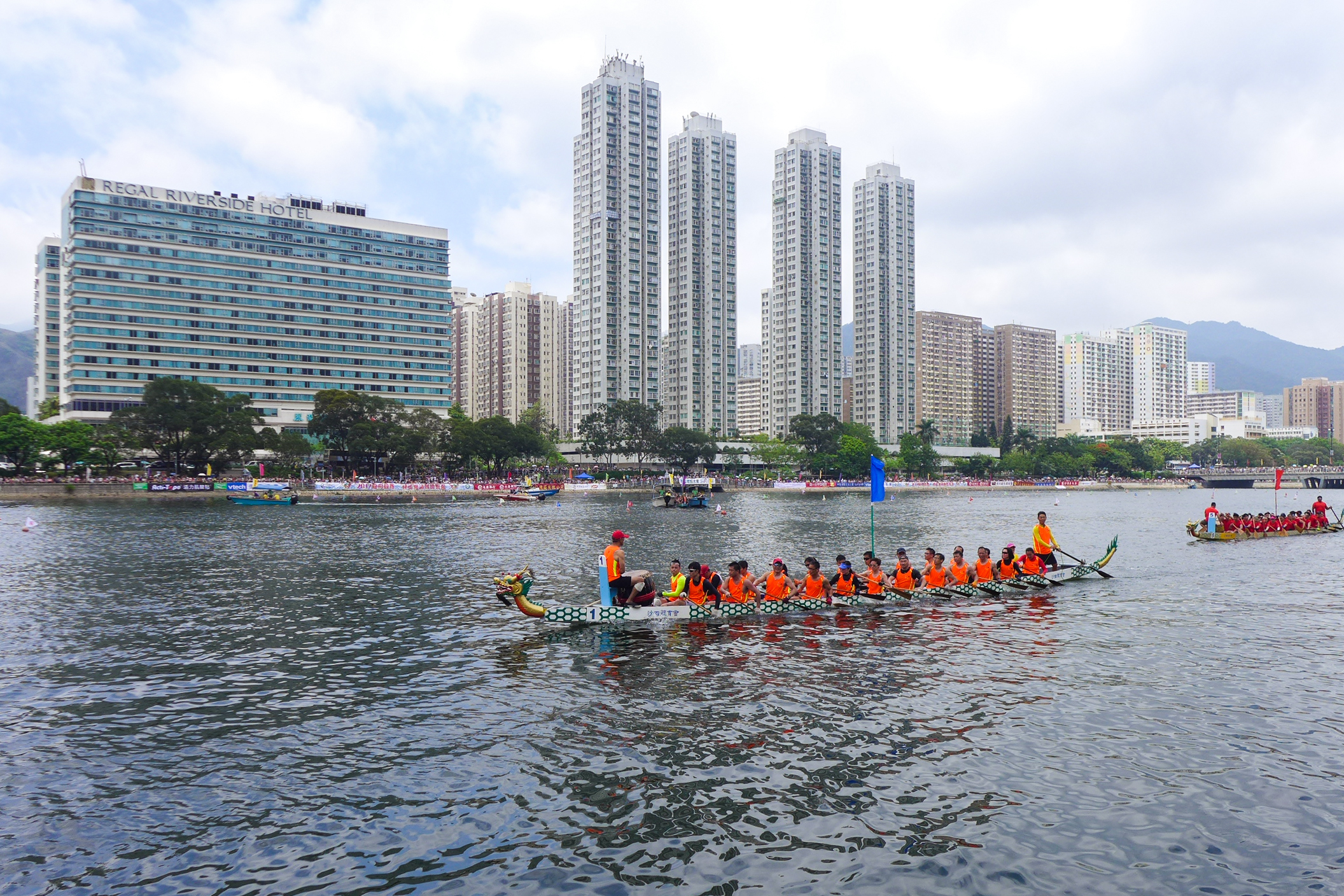
每年端午節龍舟競賽在翠榕橋至沙燕橋之間一段城門河道舉行

在水質達到可接受水平後，有關單位於1996年6月在城門河首次舉辦國際龍舟邀請賽，亦進行過各種划艇及獨木舟等水上活動。而每年端午節在沙田區的沙田龍舟競賽亦在翠榕橋至沙燕橋之間一段城門河道舉行。
在城門河兩岸建有緩跑徑和單車徑，地勢較隔鄰的馬路略低，並種有樹木等植物與馬路分隔。緩跑徑的起點在沙田香港文化博物館，沿西岸經沙田馬場及吐露港公路連接至大埔，而東岸則連接到馬鞍山一帶。

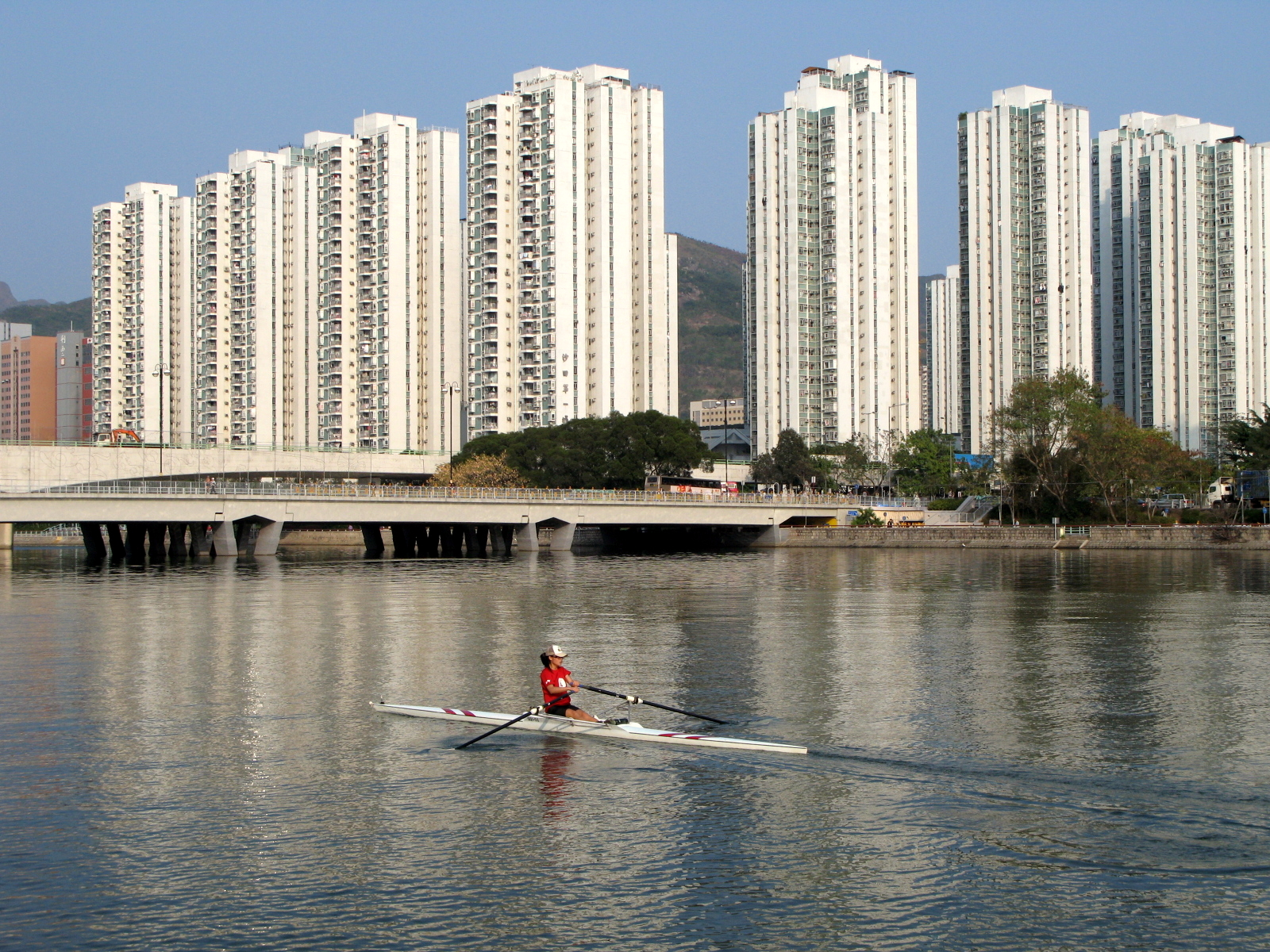
城門河上划艇
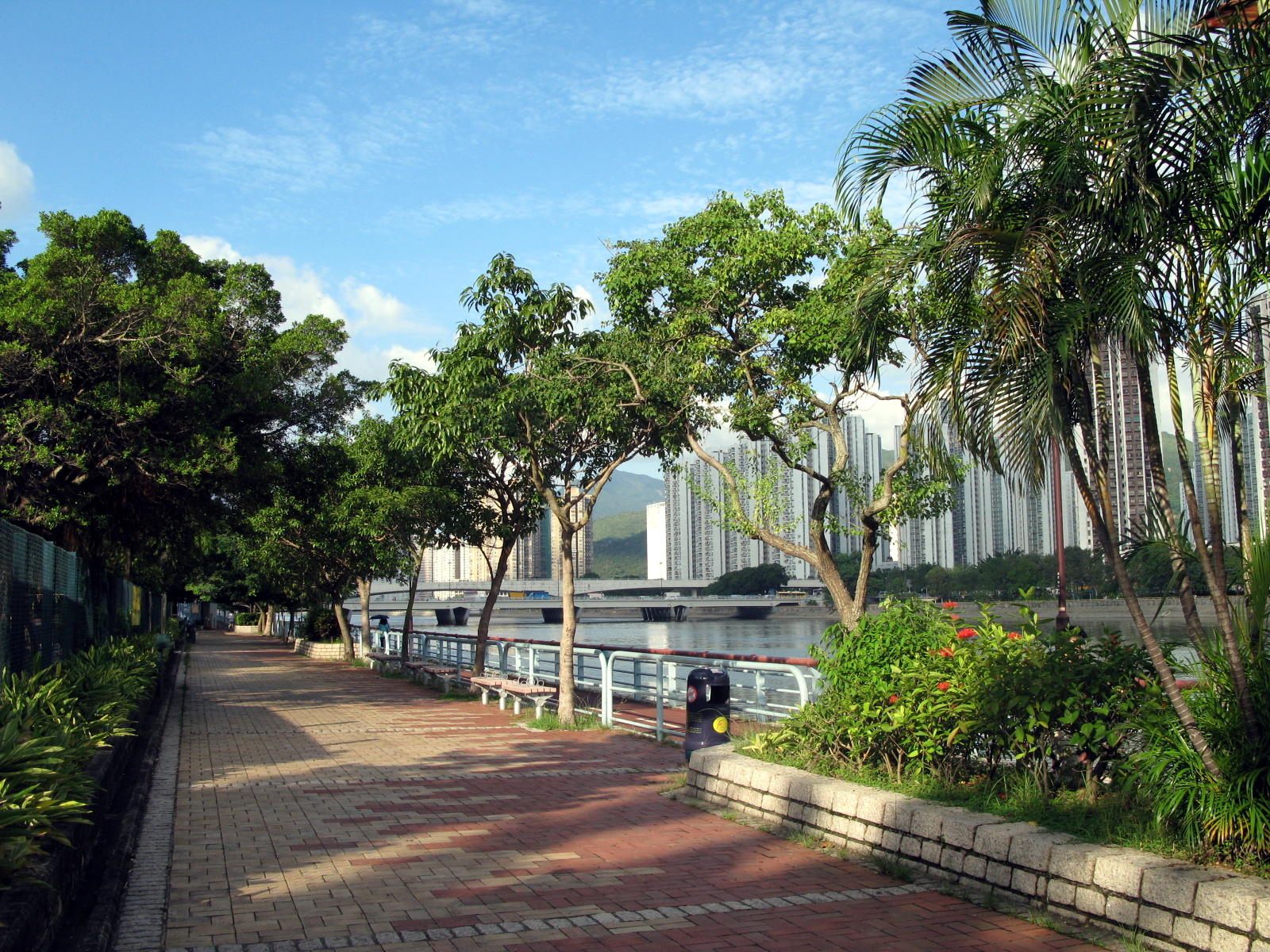
城門河畔緩跑徑
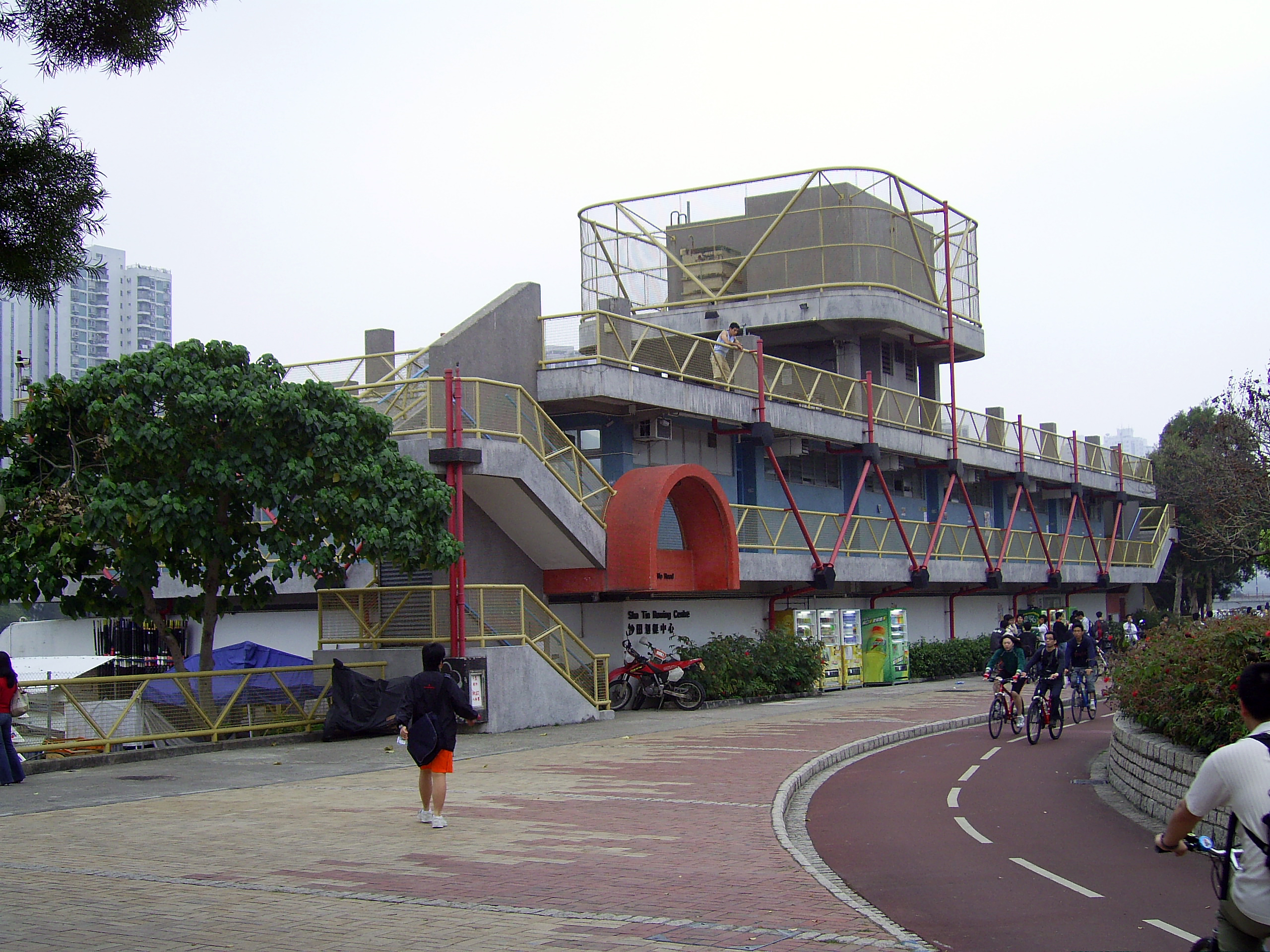
沙田賽艇中心

## 活化工程
2017年，渠務署計劃將城門河上游長達1,900米一段由混凝土改為加入石頭、泥土及有助魚類生存的「魚梯」及進行大量綠化，河道旁能否供市民行走則要再研究。

## 未來發展
2024年，當局有意在沙田污水處理廠以北的沙田海水域填海，城門河或將進一步延長。

## 沿岸地標

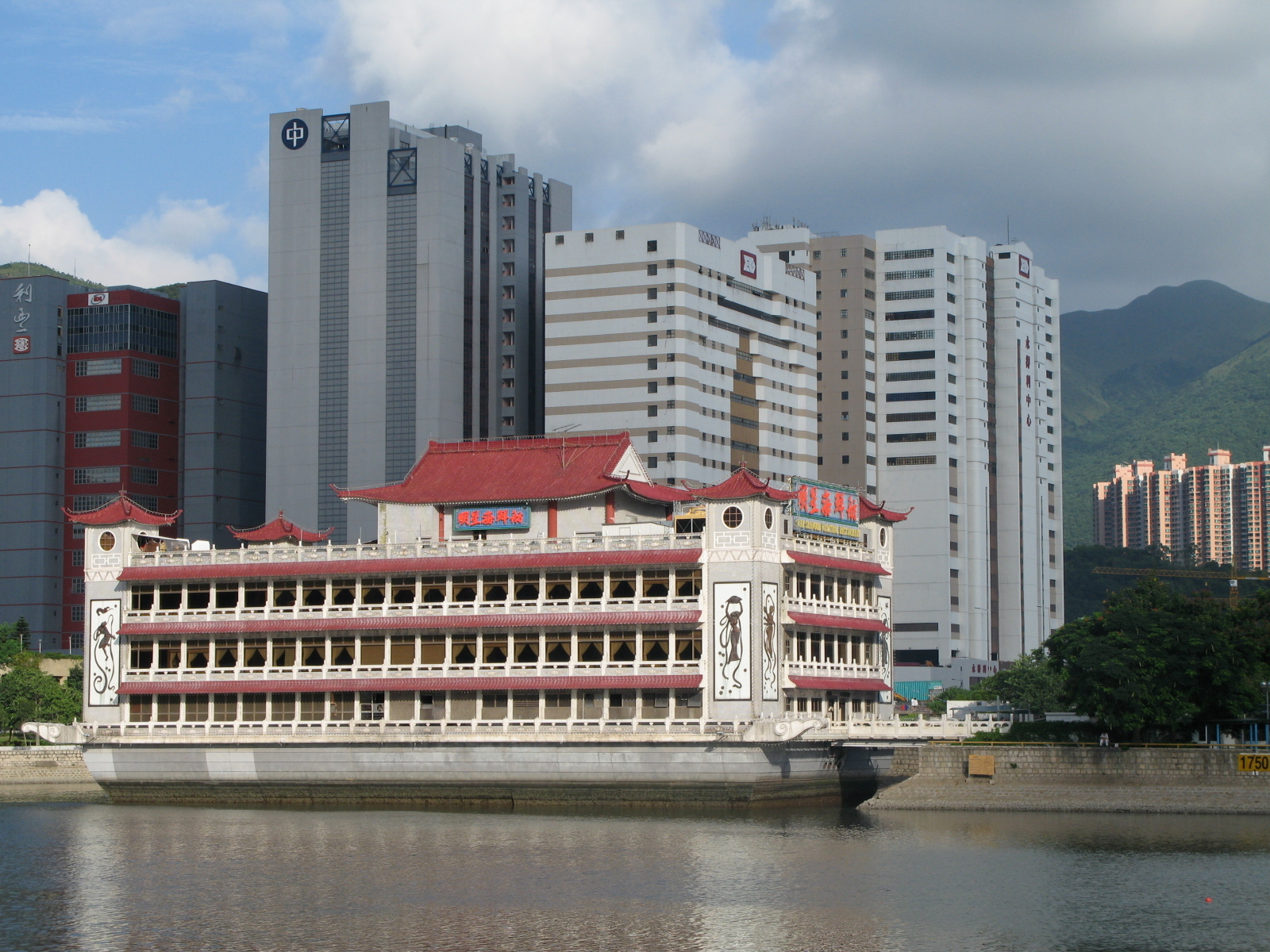
小瀝源渠口的明星海鮮舫

- 沙田大會堂
- 瀝源橋
- 新城市廣場
- 沙田公園
- 沙田馬場
- 香港體育學院
- 水中天（前身為敦煌畫舫和明星海鮮舫）
- 沙田運動場

## 相關事件
- GoBee.Bike推出後不久，已有幾架單車被扔落此處，警方列刑事毀壞案處理。

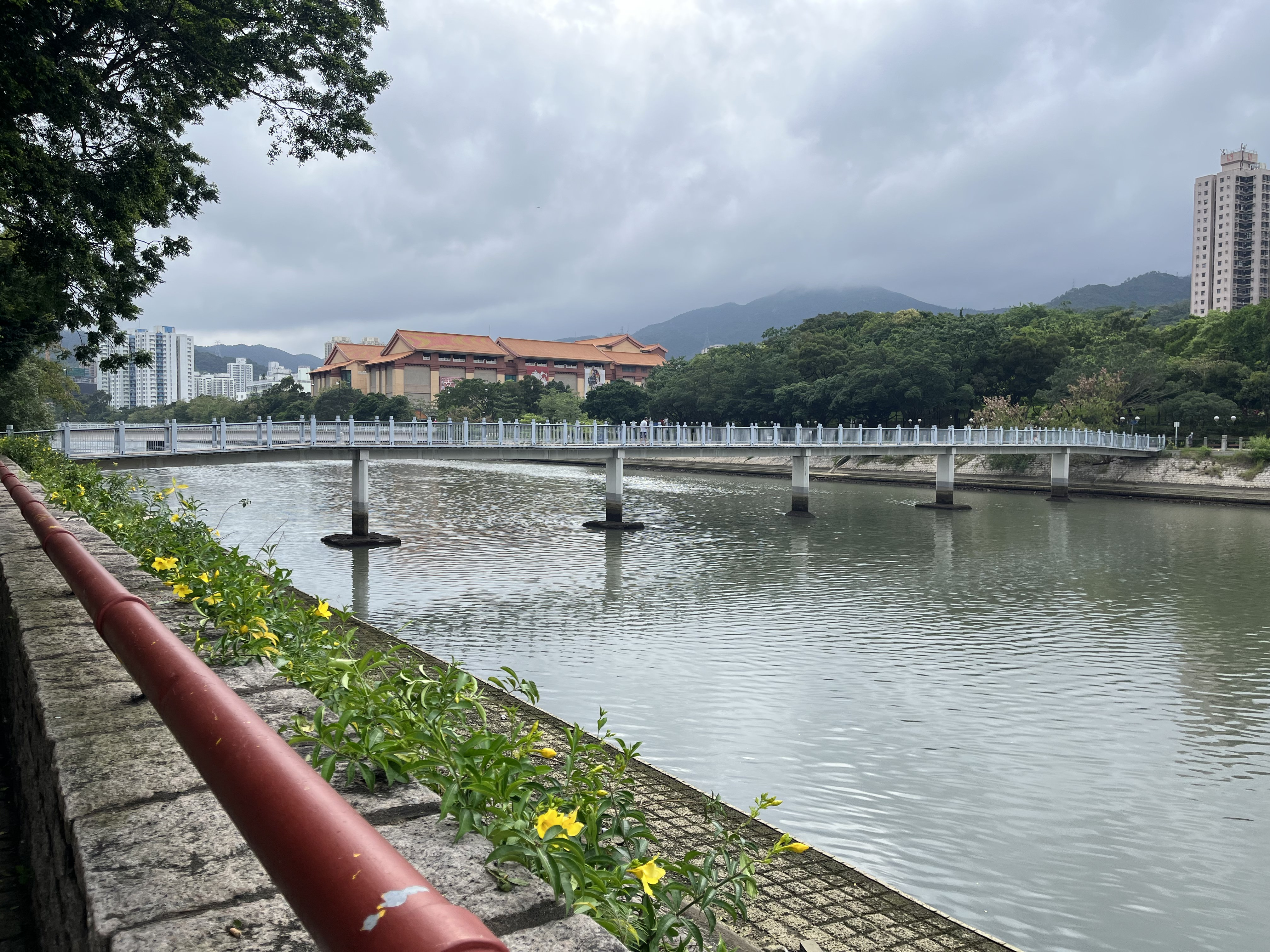
獅子橋與瀝源橋之間的無名行人橋

## 另見
- 屯門河
- 林村河
- 山貝河

## 外部連結
- 城門河緩跑徑
- 城門河可否成為水上樂園？（页面存档备份，存于）
- 城門河主道及支流環境改善工程（页面存档备份，存于）
- 城門河改善工程 - 香港環境保護署（页面存档备份，存于）